# Le Septième Jour (film)
Pour les articles homonymes, voir Le Septième Jour.
Pour plus de détails, voir Fiche technique et Distribution.
Le Septième Jour (El séptimo día) est un film espagnol réalisé par Carlos Saura, sorti en 2004, avec Juan Diego, Yohana Cobo, Eulalia Ramón, Victoria Abril et José Garcia.
Le film est inspiré du massacre de Puerto Hurraco qui a fait 9 morts en 1990.

## Synopsis
Dans la campagne d'Estrémadure, deux familles se disputent depuis des années les limites de leurs propriétés. Un jour, la ferme de l'une des familles brûle.
Des années plus tard, la rancœur est toujours présente.

## Fiche technique
- Titre original : El séptimo día
- Titre français : Le Septième Jour
- Réalisation : Carlos Saura
- Scénario : Ray Loriga
- Direction artistique : Rafael Palmero
- Décors : Rafael Palmero
- Costumes : María José Iglesias
- Photographie : François Lartigue
- Son : Antonio Rodríguez
- Montage : Julia Juaniz
- Musique : Roque Baños
- Production : Andrés Vicente Gómez
- Production associée : Marco Gómez, Pierre-Richard Muller
- Sociétés de production : 
  -  Lolafilms, Televisión Española
  -  Artédis, Canal+
- Société de distribution : Artédis (France)
- Pays de production :  Espagne
- Langue originale : espagnol
- Format : couleur — 35 mm — son Dolby numérique
- Genre : drame
- Durée : 106 minutes
- Dates de sortie : 
  - Espagne : 23 avril 2004
  - France : 25 mai 2005
  - Belgique : 24 août 2005

## Distribution
- Juan Diego : Antonio
- Yohana Cobo: Isabel
- Claudia Traisac : Isabel enfant
- Eulalia Ramón : Carmen
- Victoria Abril : Luciana
- José Luis Gómez : Emilio
- Oriol Villa : Chino
- Ramón Fontseré : Gerónimo
- Carlos Hipólito (VF : Serge Thiriet) : l'idiot
- Elia Galera : Clara
- Juan Sanz : Amadeo
- José Garcia : José
- Ana Wagener : Ángela
- Alejandra Lozano : Encarnación
- Carlos Caniowski : Raúl
- Antonio de la Torre López : le brigadier
- Joaquin Notario : le sergent
- Irene Escolar : Antonia
- César Vea
- Mariví Bilbao

## Récompenses
Ce film est nommé en 2004 aux Prix Goya (l'équivalent espagnol des Césars), pour la meilleure réalisation, la meilleure second rôle masculin (Juan Diago) et le meilleur second rôle féminin (Victoria Abril).